# Mara (região)
Mara é uma região da Tanzânia. Sua capital é a cidade de Musoma. A região de Mara está localizada no norte da Tanzânia. Suas fronteiras são ao norte com Uganda e Quênia, a leste com a região de Arusha, ao sul com a região de Shinyanga, e a sudoeste com a região de Mwanza.

## Distritos
- Bunda
- Butiama
- Musoma Rural
- Musoma Urbano
- Rorya
- Serengeti
- Tarime